# Ruta Pan-americana Arica - La Serena
A Ruta Pan-americana Arica - La Serena é um trecho da Ruta CH-5 entre Arica e La Serena no norte do Chile. O traçado discorre desde a Região de Arica e Parinacota até a Região de Coquimbo. Em seu percurso de 1616,8 km totalmente asfaltados, une o Passo fronteiriço Concordia-Chacalluta com La Serena.
Esta rodovia não está concessionada a privados, mas se tem estudado a possibilidade de concessionar através da autoestrada o percurso entre Antofagasta e Carmen Alto, ao sudoeste de Calama. Outro projeto que está em licitação é a autoestrada La Serena-Vallenar. Em construção se encontra a autoestrada Vallenar-Caldera.
Na Região Metropolitana de La Serena, a rodovia prossegue como a Ruta Pan-americana La Serena - Coquimbo, para continuar em uma via concessionada até Santiago do Chile. No Peru a rodovia continua com a denominação de Ruta 001.